# Callistemon flavovirens
Callistemon flavovirens là một loài thực vật có hoa trong Họ Đào kim nương. Loài này được (Cheel) Cheel mô tả khoa học đầu tiên năm 1925.